# Le Signe de la croix
Pour plus de détails, voir Fiche technique et Distribution.
Le Signe de la croix (The Sign of the Cross) est un film américain en noir et blanc réalisé par Cecil B. DeMille, sorti en 1932.
C'est le remake du film muet de 1914 : The Sign of the Cross (en).
Le film est surtout connu pour l'érotisme implicite et la grande violence de certaines scènes, qui lui ont valu des coupes de la part de la censure.

## Synopsis

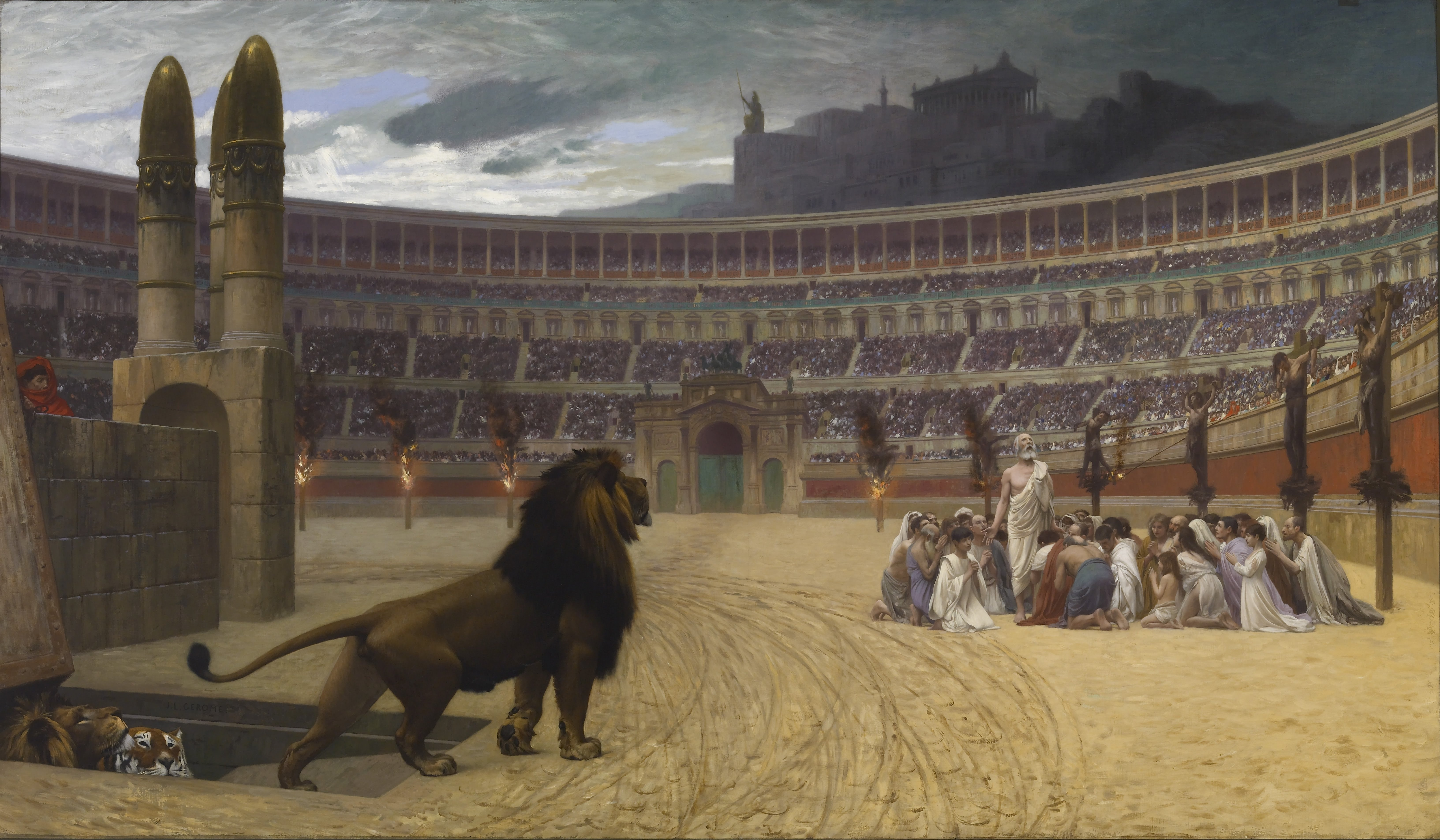
La tableau "La Dernière Prière des martyrs chrétiens" de Jean-Léon Gérôme a inspiré une des scènes de fin.

Rome est en feu depuis trois jours. Du haut de son palais impérial, Néron contemple le brasier, fomenté par lui, tout en composant un poème. Mais aux cris d’effroi qui s’élèvent des rues embrasées, des clameurs de haine et de révolte surgissent, l’incendie est criminel et le peuple de Rome réclame les responsables. Tigellinus, capitaine des gardes de l’empereur, suggère à Néron d'attribuer aux chrétiens la responsabilité de l’incendie. Aussitôt, le peuple exige vengeance et tous les chrétiens sont pourchassés par les soldats romains.

Lors d’une vindicte populaire, la jeune chrétienne Marcia est sauvée in extremis par Marcus Superbus, préfet de Rome, qui fait disperser la foule. S’inquiétant désormais du sort de la jeune femme, Marcus va tomber amoureux d’elle. Informée de la liaison de son favori Marcus, Poppée, l’épouse de Néron, va vouer une haine farouche à Marcia. Un ordre général d'extermination est promulgué : traqués, les chrétiens se cachent et se réunissent en secret. Lors d’une réunion, Tigellinus et ses soldats surgissent massacrant un bon nombre de chrétiens. Les survivants, dont fait partie Marcia, sont emmenés en prison.
Malgré les manigances de Poppée pour le distraire, Marcus arrive à sauver une nouvelle fois Marcia. Il l’enlève et la mène à son palais. Dans un effort pour la convertir aux plaisirs de son monde, il lui demande d’abandonner ses croyances, elle refuse et veut partager le sort des siens. Soudain, Tigellinus apparaît sur l’ordre de Néron pour arrêter la jeune fille. Marcus se rend chez Poppée et lui demande d’intervenir auprès de l’empereur pour sauver la jeune chrétienne. Celle-ci refuse, Marcus sollicite alors auprès de Néron la grâce de Marcia, mais Poppée persuade son époux de ne pas la lui accorder. Dès lors, Marcia et ses compagnons d’infortune sont destinés aux arènes.
 Le spectacle est annoncé sous les clameurs de la foule. Néron est installé aux premières loges aux côtés de l’impératrice. Et l’horreur s’accomplit, après les combats de gladiateurs, les chrétiens sont livrés aux tigres et aux lions. Par décision de Néron, Marcia sera livrée la dernière aux fauves. Désespéré, Marcus la rejoint dans les geôles et la supplie une dernière fois d’abjurer sa foi pour sauver sa vie. Devant sa sérénité et sa certitude d’une autre vie, Marcus se rallie à sa foi et décide de l’accompagner dans la mort.

## Fiche technique
- Titre : Le Signe de la croix
- Titre original : The Sign of the Cross
- Réalisation : Cecil B. DeMille
- Scénario : Sidney Buchman et Waldemar Young, d'après la pièce de Wilson Barrett (1895)
- Musique : Rudolph G. Kopp
- Photographie : Karl Struss
- Montage : Anne Bauchens (non créditée)
- Production : Cecil B. DeMille
- Société de production : Paramount Pictures
- Direction artistique : Mitchell Leisen (non crédité)
- Costumes :Mitchell Leisen
- Pays de production :  États-Unis
- Langue originale : anglais américain
- Format : noir et blanc — 35 mm — 1,37:1 — son : mono (Western Electric Noiseless Recording)
- Genre : péplum, film historique
- Durée : 122 minutes
- Dates de sortie : 
  - États-Unis :
    - 30 novembre 1932 (première mondiale à New York)
    - 25 décembre 1932 (première à Los Angeles)
    - 10 février 1933 (sortie nationale)

  - France : 10 septembre 1947
- Affiche : René Péron (France)

## Distribution
- Fredric March (VF : René Fleur) : Marcus Superbus
- Elissa Landi (VF : Gilberte Aubry) : Mercia
- Claudette Colbert (VF : Madeleine Larsay) : Poppée
- Charles Laughton : Néron
- Ian Keith : Tigellinus
- Arthur Hohl : Titus
- Harry Beresford : Favius
- Tommy Conlon : Stephanus
- Ferdinand Gottschalk : Glabrio
- Vivian Tobin : Dacia
- William V. Mong : Licinius
- Richard Alexander : Viturius
- Nat Pendleton : Strabo
- Charles Middleton : Tyros
- Clarence Burton : Servillius

Acteurs non crédités
- Lionel Belmore : le parieur de 300 pièces d'argent
- John Carradine : un romain
- Lane Chandler : un chrétien enchaîné
- Carol Holloway : petit rôle non spécifié
- Angelo Rossitto : le pygmée empalé

## Production
- La célèbre scène dans laquelle l'actrice Claudette Colbert se baigne dans du lait d'ânesse, ses mamelons  visibles, a mis plusieurs jours à être tournée. DeMille a annoncé à la presse que du vrai lait d'ânesse avait été utilisé. Il s’agissait en réalité de lait de vache en poudre. Après quelques jours sous la lumière chaude des projecteurs, le lait s'est caillé et est devenu aigre, rendant très désagréable pour Claudette Colbert de travailler dans la puanteur.

- En 1944, après les objections du Code de censure Hays, une nouvelle version du film est projetée. Un prologue de neuf minutes est ajouté au film, tourné par Mitchell Leisen, écrit par Dudley Nichols : il se déroule en 1944, lorsque les Alliés larguent des tracts sur Rome pour avertir la population civile de l'imminence des bombardements. À bord de l'avion se trouvent deux ecclésiastiques qui parlent de la Rome antique, en particulier de la persécution des chrétiens par l'empereur Néron. Les deux ecclésiastiques font des parallèles entre Néron et Hitler. Cette version a été créée le 1er décembre 1944.

## Censure
Comme beaucoup d'autres films « pré-Code » ayant été réédités après que le Code de censure Hays de productions cinématographiques a été plus strictement appliqué en 1934, Le Signe de la croix a subi plusieurs coupes :
- Certaines scènes violentes de combats de gladiateurs avec des nains (dont un empalé) et des Amazones[1], ont été coupées pour la réédition de 1938 et 1944, tout comme des scènes dans l'arène : chariot transportant les cadavres hors de l'arène ; éléphants piétinant les chrétiens et les ramassant avec leurs défenses ; tigres mutilant les femmes ; crocodiles sur le point de manger une jeune fille ligotée ; vierge chrétienne quasi nue attachée à un poteau attendant l'assaut d'un singe géant, etc. Ces scènes ont toutes été réintroduites par MCA/Universal pour la sortie vidéo de 1993[2].

- Dans la version originale, Marcus Superbus (Fredric March) échoue dans sa tentative de séduire Mercia (Elisa Landi), une innocente chrétienne. Il exhorte ensuite Ancaria (Joyzelle Joyner) à interpréter la « Danse de la lune nue » érotique qui « la réchauffera dans la vie »[3]. Cette danse lesbienne a été coupée du négatif pour la réédition de 1938, mais réintroduite dans la vidéo de 1993[2].

Cependant, la censure pouvait provenir des exploitants de salles eux-mêmes. Ainsi, la scène de l'arène qui montre un éléphant soulevant une patte et écrasant un homme, n'avait pas été supprimée par les censeurs. C'est après avoir vu la réaction des spectateurs qui se cachaient les yeux avec les mains, et certaines personnes s'évanouissant même, que les exploitants procédaient à des coupes.

### sites web
- « The Sign of the Cross », 12 septembre 2011
- Margarita Landazuri, « The Sign of the Cross », sur tcm.com, Turner Classic Movies (consulté le 12 septembre 2011)
- Cecilia de Mille Presley et Mark A. Vieira, « The Wickedest Movie in the World: How Cecil B. DeMille Made The Sign of the Cross », sur brightlightsfilm.com, Bright Lights Film Journal (consulté le 20 décembre 2018)